# Comuna Bănița, Hunedoara
Bănița (în maghiară: Banica, în germană: Bansdorf) este o comună în județul Hunedoara, Transilvania, România, formată din satele Bănița (reședința), Crivadia și Merișor.

## Demografie
Componența etnică a comunei Bănița
     Români (94,51%)
     Alte etnii (5,49%)
Componența confesională a comunei Bănița
     Ortodocși (88%)
     Penticostali (3,3%)
     Alte religii (2,75%)
     Necunoscută (5,95%)
Conform recensământului efectuat în 2021, populația comunei Bănița se ridică la 1.092 de locuitori, în scădere față de recensământul anterior din 2011, când fuseseră înregistrați 1.211 locuitori. Majoritatea locuitorilor sunt români (94,51%). Din punct de vedere confesional, majoritatea locuitorilor sunt ortodocși (88%), cu o minoritate de penticostali (3,3%), iar pentru 5,95% nu se cunoaște apartenența confesională.

## Politică și administrație
Comuna Bănița este administrată de un primar și un consiliu local compus din 9 consilieri. Primarul, Petru-Dorin Marc[*], de la Partidul Național Liberal, este în funcție din octombrie 2020. Începând cu alegerile locale din 2024, consiliul local are următoarea componență pe partide politice:
|  | Partid                    | Consilieri | Componența Consiliului | Componența Consiliului | Componența Consiliului | Componența Consiliului | Componența Consiliului |
|  | ------------------------- | ---------- | ---------------------- | ---------------------- | ---------------------- | ---------------------- | ---------------------- |
|  | Partidul Național Liberal | 5          |                        |                        |                        |                        |                        |
|  | Partidul Social Democrat  | 4          |                        |                        |                        |                        |                        |

## Atracții turistice
- Fortăreața dacică de la Bănița
- Rezervația naturală "Peștera Bolii" (10 ha)
- Rezervația naturală "Cheile Crivadiei" (10 ha)
- Turnul medieval din Crevadia
- Cetatea Bolii